# Periplo - El asombrante mundo de los Buitres Después de la Una (álbum)
Periplo - El Asombrante Mundo de los Buitres Después de la Una o simplemente Periplo es el noveno álbum de estudio de la banda uruguaya de rock, Buitres Después de la Una.
También es el nombre del primer DVD de la banda, publicado en 2006.

## Historia
Grabado y mezclado entre septiembre y octubre de 2004 en el estudio Del Abasto al Pasto de Buenos Aires. Se trata de un disco semi-recopilatorio que contiene diez canciones, cuatro de ellas nuevas: "A cartas vistas", "El tercer deseo", "Jinkana!" y "Ojos"; cinco versiones de canciones de discos anteriores y una nueva versión de "¿Quién mata a los niños?" de Los Estómagos.
El primer DVD de la banda lleva el mismo nombre e incluso el mismo arte de tapa. El DVD, que fue presentado el 16 de marzo de 2006, casi dos años después que el CD, en un principio contaba con el cometido de mostrar a la banda en vivo, en lo que fue la presentación del disco Mientras en diciembre de 2003, pero luego derivó en un documental que contara la trayectoria de 17 años de la banda, sumándole a esto una prehistoria de Estómagos y videos de todas las épocas de la banda en vivo en el Teatro de Verano, en el Pilsen Rock de Paraguay, en televisión y en su debut como banda en 1989, entre otras actuaciones.

## Lista de canciones
| N.º | Título                     | Duración |  |
| 1.  | «A Cartas Vistas»          | 3:57     |  |
| 2.  | «El Cazador»               | 2:23     |  |
| 3.  | «Final»                    | 2:26     |  |
| 4.  | «El Tercer Deseo»          | 3:34     |  |
| 5.  | «Llorando por vos»         | 2:56     |  |
| 6.  | «Jinkana!»                 | 1:22     |  |
| 7.  | «Afuera la lluvia»         | 3:41     |  |
| 8.  | «¿Quién mata a los niños?» | 1:57     |  |
| 9.  | «13 Palabras»              | 2:37     |  |
| 10. | «Ojos»                     | 2:58     |  |

## Créditos
Músicos
- Gustavo Parodi: guitarra y voz
- Gabriel Peluffo: voz y Armónica
- José Rambao: bajo y voz
- Jorge Villar: batería y percusión